# Junglen i Calais
Junglen i Calais eller New Jungle er øgenavnet på en ikke-godkendt flygtninge- og migrantlejr i den franske havneby Calais. Siden 1999 har der været små områder med migranter, som søgte ophold i Storbritannien via passage af den Engelske Kanal. På grund af Flygtningekrisen i Europa skønner man, at der i september 2016 levede over 7.000 personer under primitive forhold i lejren.

## Rydning
De franske myndigheder indledte en rydning af lejren d. 24. oktober 2016, som de forventede ville tage flere dage. Få måneder efter rydningen var der dog stadig mange flygtninge og immigranter i området, og flere grupper genopbyggede små lejre i skovene. Siden rydningen er der flere gange blevet rapporteret om uroligheder mellem forskellige grupper af migranter.